# Anne Cheng

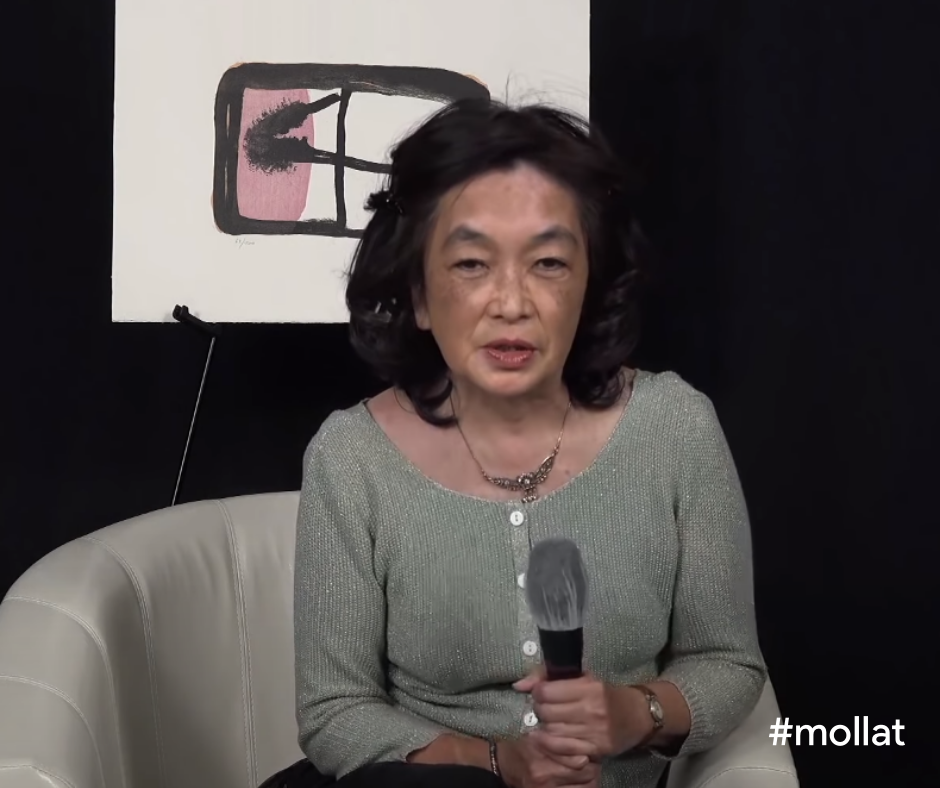
Anne Cheng (2021)

Anne Cheng-Wang (chinesisch 程艾蘭 / 程艾兰) (* 11. Juli 1955 in Paris) ist eine französische Sinologin und Hochschullehrerin. Seit 2008 hat sie den Lehrstuhl Histoire intellectuelle de la Chine (= Intellektuelle Geschichte Chinas) am Collège de France inne.

## Leben
Anne Cheng ist die Tochter des Schriftstellers François Cheng. Sie studierte an der École normale supérieure de jeunes filles und promovierte 1982 in Sinologie an der Universität Paris VII bei Léon Vandermeersch. Als Studentin unterrichtete sie Französisch für die FLE an der University of Cambridge. Sie forschte bis 1987 weiter am CNRS, lehrte Chinesische Philosophie am Institut national des langues et civilisations orientales (INALCO) und leitet dort seit 1997 als Professorin das Zentrum für chinesische Studien und den Masterstudiengang Asien-Pazifik-Studien. Außerdem ist sie Vizepräsidentin der Europäischen Gesellschaft für Chinastudien. Sie hat den Lehrstuhl für Intellektuelle Geschichte Chinas und der sinisierten Welt am Institut universitaire de France inne. Seit 2008 lehrt sie am Collège de France. Ihre Geschichte des chinesischen Denkens gilt als das Standardwerk in nicht-chinesischer Sprache.

## Auszeichnungen
Sie erhielt 1998 den Prix Stanislas Julien der Académie des Inscriptions et Belles-Lettres. Im Januar 2017 wurde sie zum Offizier der Ehrenlegion ernannt.

## Veröffentlichungen (Auswahl)
- Entretiens de Confucius. Vollständige Übersetzung der Gespräche des Konfuzius, überarbeitete Auflage, Éditions du Seuil, Paris 1985, ISBN 2-7578-4026-6
- Étude sur le confucianisme han: l’élaboration d’une tradition exégétique sur les classiques. Collège de France, Institut des hautes études chinoises, Paris 1985. ISBN 2-85757-036-8
- Histoire de la pensée chinoise. Éditions du Seuil, 1997. TB 2014. ISBN 978-2757844441 (in viele Sprachen übersetzt)
  - Geschichte des chinesischen Denkens. Aus dem Französischen übersetzt von Ulrich Forderer. Felix Meiner Verlag, Hamburg 2022, ISBN 978-3-7873-3973-0.
- Hrsg.: La philosophie chinoise moderne. Sonderausgabe der Revue internationale de philosophie, Band 59, Nummer 232 (April 2005)
- Hrsg.: Y a-t-il une philosophie chinoise? Un état de la question, Sonderausgabe der Extrême-Orient/Extrême-Occident, Nummer 27 (Oktober 2005)
- Hrsg.: La pensée en Chine aujourd’hui. Sammelband (Folio Essais), Paris, Gallimard 2007.
- mit Jean-Philippe de Tonnac: La pensée en Chine aujourd’hui. (Folio Essais) Paris, Gallimard 2007. ISBN 978-2-07-033650-0
- La Chine pense-t-elle? Fayard, 2009, ISBN 978-2-213-64292-5 (lecons-cdf.revues.org).
- Inde-Chine : universalités croisées, Paris 2020, OpenEdition Books, DOI:10.4000/books.cdf.6183
- Penser en Chine. Sammelband (Folio Essais), Paris, Gallimard 2021. ISBN 978-2-07-287092-7